# Laura Bendfeldt
Laura Zachrisson Bendfeldt, geborene Laura Zachrisson Descamps (* 26. November 1919 in Guatemala-Stadt; † 10. Juni 1948 in New York City), war eine guatemaltekische Lehrerin und Frauenrechtlerin. Sie war eine der Lehrerinnen, die während eines Lehrerprotests am 25. Juni 1944 angeschossen wurden. Sie war eine der Gründerinnen der Frauenrechtsgruppe Comité Pro-Ciudadanía.

## Leben
Laura Zachrisson Descamps wurde am 26. November 1920 in Guatemala-Stadt als Tochter von Julia María Descamps Aldana und Carlos Oscar Anselmo Zachrisson Padilla geboren, der Bürgermeister von Guatemala-Stadt und Finanzminister sowohl unter Präsident José María Orellana Pinto als auch unter Lázaro Chacón González war. Sie heiratete Carlos Francisco Federico Bendfeldt Jáuregui und wurde Lehrerin.S. 56
Bendfeldt gehörte zu einer Gruppe von Lehrerinnen, die am 25. Juni 1944 einen Protest gegen die Präsidentschaft von Jorge Ubico Castañeda anführten. Die 300 Frauen, angeführt von den Lehrerinnen, versammelten sich zu einem stillen Protest und zogen schwarz gekleidet und mit schwarzen Schleiern durch die Straßen. Sie wurden von einer Kavallerieschwadron angegriffen und mit Maschinengewehren beschossen. Bendfeldt erlitt Schusswunden, ebenso wie Ella Alfaro de Castillo, Esperanza Barrientos, Julieta Castro de Rolz, Dolores Gallardo, Beatriz Irigoyen, Cristina Paniagua, Sally Rau und Soledad Samayoa. Ihre Kollegin María Chinchilla kam bei der Schießerei ums Leben.S. 56 f. Bendfeldt, die eine Gruppe von Lehrern der Katholischen Lehrervereinigung La Asociación de Maestras Católicas anführte, versuchte, eine Messe für Chinchillas Beerdigung in der Kathedrale zu organisieren, wurde aber von den Zuständigen abgewiesen, die nicht als politisch engagiert erscheinen wollten.S. 67 Auch die Polizei lehnte ihren Antrag auf eine Messe ab, da sie nicht befugt war, die Kirche zur Durchführung einer Messe anzuweisen, und die Schüler und Studierende nicht noch mehr potenzieller Gewalt aussetzen wollte. Bendfeldt wandte sich daraufhin an den Interimspräsidenten, schrieb einen Brief und ging zum Präsidentenpalast, wurde aber erneut abgewiesen.S. 68 Am nächsten Tag versammelten sich die Lehrer in der Kathedrale und bildeten einen Trauerzug, der sich zum Friedhof bewegte, wo die Dichterin Angelina Acuña ein Gebet sprach.S. 69
Kurz nach diesen Ereignissen, im Oktober 1944, bewarb sich Bendfeldt um ein Stipendium für ein Universitätsstudium in New York.
1945 schloss sich Bendfeldt, inspiriert von den Erfolgen der Frauen in England, Frankreich und den Vereinigten Staaten, mit anderen Frauen, darunter Romelia Alarcón Folgar, Gloria Menéndez Mina, Graciela Quan und Magdalena Spínola zum Comité Pro-Ciudadanía zusammen, um für das Frauenwahlrecht in Guatemala zu kämpfen.
Sie starb am 10. Juni 1948 in New York City und wurde am 12. Juni 1948 im Fresh Pond Crematory eingeäschert.